# USS Tautog (SS-199)
Pour les autres navires du même nom, voir USS Tautog.
L’USS Tautog (SS-199) était un sous-marin de l’United States Navy de la classe Tambor. Rattaché alors à la Scouting Force, c'est à son bord que périrent les premiers marins lors de l'attaque de Pearl Harbor le 7 décembre 1941, mais c'est aussi ce bâtiment qui abattit le premier avion japonais.

## Navires coulés
| Liste des navires coulés par l'USS Tautog | Liste des navires coulés par l'USS Tautog | Liste des navires coulés par l'USS Tautog | Liste des navires coulés par l'USS Tautog | Liste des navires coulés par l'USS Tautog | Liste des navires coulés par l'USS Tautog |
| Date                                      | Nom                                       | Type                                      | Tonnage                                   | Position                                  | Statut                                    |
| ----------------------------------------- | ----------------------------------------- | ----------------------------------------- | ----------------------------------------- | ----------------------------------------- | ----------------------------------------- |
| 26 avril 1942                             | Ro-30                                     | Sous-marin                                | 965                                       | 18° 11′ N, 166° 54′ O                     | Coulé                                     |
| 17 mai 1942                               | I-28                                      | Croiseur-sous-marin Type B                | 2 212                                     | 6-30N 152-00E                             | Coulé                                     |
| 25 mai 1942                               | Shoka Maru                                | Cargo                                     | 4 467                                     | 4-07N 143-32E                             | Coulé                                     |
| 6 août 1942                               | Ohio Maru                                 | Transport de troupes                      | 5 872                                     | 13-51N 113-15E                            | Coulé                                     |
| 27 octobre 1942                           | nieznany                                  | Transport de passagers                    | 4 000                                     | 10-20N 108-43E                            | Coulé                                     |
| 25.12.1942                                | Banshu Maru Nr 2                          | Transport                                 | 1 000                                     | 9-00S 124-00E                             | Coulé                                     |
| 22.01.1943                                | Hassu Maru                                | Transport de troupes                      | 1 873                                     | 5-40S 120-35E                             | Coulé                                     |
| 09.04.1943                                | Isonami                                   | Destroyer                                 | 1 950                                     | 5-26S 123-04E                             | Coulé                                     |
| 09.04.1943                                | Penang Maru                               | Transport                                 | 5 214                                     | 5-29S 123-02E                             | Coulé                                     |
| 06.06.1943                                | Shinei Maru                               | Transport                                 | 973                                       | 7-00N 123-37E                             | Coulé                                     |
| 20.06.1943                                | Meiten Maru                               | Transport                                 | 4 474                                     | 15-57N 140-55E                            | Coulé                                     |
| 04.11.1943                                | Chasseur de sous-marin Nr 30              | Chasseur de sous-marin                    | 100                                       | 7-34N 134-00E                             | Coulé                                     |
| 03.01.1944                                | Saishu Maru                               | Transport                                 | 2 082                                     | 33-44N 136-02E                            | Coulé                                     |
| 04.01.1944                                | USA Maru                                  | Transport                                 | 3 943                                     | 34-09N 136-50E                            | Coulé                                     |
| 13.03.1944                                | Ryua Maru                                 | Transport                                 | 1 925                                     | 47-41N 152-41E                            | Coulé                                     |
| 13.03.1944                                | Shojin Maru                               | Transport                                 | 1 942                                     | 47-41N 152-41E                            | Coulé                                     |
| 16.03.1944                                | Shirakumo                                 | Destroyer                                 | 1 950                                     | 42-25N 144-55E                            | Coulé                                     |
| 16.03.1944                                | Nichiren Maru                             | Transport de troupes                      | 5 460                                     | 42-25N 144-55E                            | Coulé                                     |
| 02.05.1944                                | Ryoyo Maru                                | Transport de troupes                      | 5 973                                     | 48-04N 153-16E                            | Coulé                                     |
| 03.05.1944                                | Fushimi Maru                              | Transport de troupes                      | 4 935                                     | 45-28N 149-56E                            | Coulé                                     |
| 08.05.1944                                | Miyazaki Maru                             | Transport de troupes                      | 3 944                                     | 41-49N 141-12E                            | Coulé                                     |
| 12.05.1944                                | Banei Maru Nr 2                           | Transport                                 | 1 186                                     | 40-01N 141-58E                            | Coulé                                     |
| 08.07.1944                                | Matsu maru                                | Transport                                 | 887                                       | 40-56N 141-27E                            | Coulé                                     |
| 02.08.1944                                | Konei Maru                                | Transport                                 | 1 922                                     | 33-57N 136-20E                            | Coulé                                     |
| 17.01.1945                                | Transport Nr 15                           | Transport                                 | 1 500                                     | 31-09N 130-29E                            | Coulé                                     |
| 20.01.1945                                | Shuri Maru                                | Transport                                 | 1 857                                     | 33-37N 128-40E                            | Coulé                                     |
| 26 navires                                | 26 navires                                | 26 navires                                | 72 606 tonnes                             | 72 606 tonnes                             | 72 606 tonnes                             |